# (20488) Pic-du-Midi
Pour les articles homonymes, voir Pic du Midi.
(20488) Pic-du-Midi est un astéroïde de la ceinture principale découvert le 17 juillet 1999 par l'observatoire des Pises. Sa désignation provisoire était 1999 OL.
Il porte le nom de l'observatoire du Pic du Midi situé dans les Pyrénées françaises.